# Bakterie autotroficzne
Bakterie autotroficzne – bakterie samożywne, które pozyskują energię z fotosyntezy. Dzieje się to za pomocą barwnika zawartego w komórkach - bakteriochlorofilu, który wychwytuje światło o długości fali poniżej 400 nm i powyżej 700 nm.
Występują również chemoautotrofy, które pobierają energię z utleniania związków chemicznych i można podzielić je na:
- Bakterie siarkowe (Thiobacillus, Thiothrix)
- Bakterie nitryfikacyjne (Nitrosomonas, Nitrobacter)
- Bakterie żelaziste (Ferrobacillus)
- Bakterie metanowe (Pseudomonas)